# باولو جينتيلوني
باولو جينتيلوني (بالإيطالية: Paolo Gentiloni) (و. 22 نوفمبر 1954 في روما) هو سياسي إيطالي تولى رئاسة مجلس الوزراء في إيطاليا منذ 12 ديسمبر 2016.
جينتيلوني عضو في الحزب الديمقراطي، وكان قد سبق وأن تولى حقيبة وزارة الشؤون الخارجية من 31 أكتوبر 2014 إلى شهر ديسمبر 2016، أي إلى أن كلّفه الرئيس الإيطالي سيرجيو ماتاريلا بتشكيل حكومة جديدة. كان جينتيلوني وزيرًا للاتصالات في حكومة رومانو برودي الثانية، والتي استمرّت من عام 2006 إلى عام 2008.
عقب سيرة مهنية طويلة قضاها جينتيلوني في السياسة المحلية، انتُخب عضوًا في مجلس النواب في عام 2001. في الفترة من عام 2006 إلى 2008، عمل في مجلس الوزراء وزيرًا للاتصالات برئاسة رومانو برودي. في عام 2007، أصبح أحد كبار الأعضاء المؤسسين للحزب الديمقراطي، وواصل انضمامه له إلى أن أصبح رئيسًا للحزب من عام 2019 إلى 2020. شغل جنتيلوني كذلك منصب وزير الخارجية من عام 2014 إلى 2016 في مجلس الوزراء برئاسة ماتيو رينزي. بعد استقالة رينزي في أعقاب فشل الاستفتاء المطروح حول الدستور، أجرى الحزب الديمقراطي مناقشات بشأن استبداله. حصل جينتيلوني على دعم زملائه في نهاية المطاف، وعينه الرئيس سيرجيو ماتاريلا رئيسًا للوزراء في 12 ديسمبر 2017.
على الرغم من اعتبار جينتيلوني رئيسًا انتقاليًا للحكومة عقب تعيينه، نجح خلال فترة ولايته في إجراء إصلاحات كبيرة تأخر تنفيذها سنوات عديدة، بما في ذلك تنفيذ التوجيه المتعلق بالرعاية الصحية المتقدمة وإقرار قانون انتخابي جديد. استحدث جينتيلوني قواعد أكثر حزمًا بشأن الهجرة والضمان الاجتماعي، وذلك في محاولة للتصدي لأزمة الهجرة الأوروبية. بشأن السياسة الخارجية، استغل جنتيلوني منصبه وزيرًا للخارجية في إبداء موقف أوروبي قوي، وبناء علاقات وثيقة مع الدول العربية في الخليج العربي في الوقت ذاته، ولا سيما الإشراف على تطبيع العلاقات الإيطالية مع الهند عقب سنوات من التوترات. استقال جنتيلوني من منصب رئيس الوزراء بعد انتخابات عام 2018. في سبتمبر 2019، رشحته حكومة كونتي ليصبح المفوض الأوروبي الجديد لإيطاليا، وأوكلت له مهمة الإشراف على حافظة اقتصاد الاتحاد الأوروبي.

## نشأته وعائلته
يرتبط باولو جنتيلوني، الذي ينحدر من سلالة الكونت جنتيلوني سيلفري، بعلاقة قرابة بالسياسي الإيطالي فينسينزو أوتورينو جنتيلوني، وهو أمين البابا بيوس العاشر وزعيم الاتحاد الانتخابي الكاثوليكي المحافظ وحليف رئيسي قديم لرئيس الوزراء جيوفاني جيوليتي. كان من المقرر أن يحمل جنتيلوني ألقابًا عدة في حال كانت مملكة إيطاليا قائمة، بما في ذلك لقب نوبيل فيلوترانو ونوبيل سينغولي ونوبيل من ماشيراتا.
ولد جنتيلوني في روما عام 1954، والتحق بمعهد مونتيسوري خلال طفولته، حيث أصبح صديقًا لأغنيس مورو، ابنة ألدو مورو، وهو زعيم ديمقراطي مسيحي ورئيس وزراء. خلال أوائل سبعينيات القرن العشرين، التحق بمدرسة ليكيوم الكلاسيكية لتوركواتو تاسو في روما، وتخرج بتخصص العلوم السياسية في جامعة سابينزا في روما. عمل جنتيلوني صحفيًا قبل دخول مجال السياسة.
في عام 1989، تزوج جنتيلوني من إيمانويلا مورو، وهي مهندسة معمارية، ولم ينجبا أطفالًا. يتحدث جنتيلوني الإنجليزية والفرنسية والألمانية بطلاقة.

## بداية مسيرته السياسية
خلال سبعينيات القرن العشرين، كان باولو جينتيلوني عضوًا في الحركة الطلابية، وهي منظمة شبابية يسارية متطرفة بقيادة ماريو كابانا، لم يتبع جنتيلوني كابانا عندما أسس حزب الديمقراطية البروليتارية، وانضم عوضًا عن ذلك إلى حركة العمال الاشتراكية، وهي جماعة ماوية يسارية متطرفة، حيث أصبح الأمين العام الإقليمي في لاتسيو.
تخلى جينتيلوني ببطء عن المثل العليا لليسار المتطرف، وشارك وجهات نظر أكثر اعتدالًا واضطلع بشكل خاص في السياسة الخضراء والبيئوية. خلال تلك الأعوام، أصبح صديقًا مقربًا لشيكو تيستا الذي ساعد جينتيلوني في أن يصبح مديرًا لصحيفة علم البيئة الحديث التابعة لجمعية ليجامبيانتي. بصفته مديرًا لهذه الصحيفة، التقى بالقائد الشاب لحزب فيدرالية الخضر، فرانشيسكو روتيلي، وأصبح عضوًا فيما يُعرف بأولاد روتيلي، وهي مجموعة شكّلها أقرب مستشاري روتيلي ومؤيديه، بالإضافة إلى روبيرتو جياشيتي وميشيلي إنزالدي وفيليبو سينسي.

### مجلس مدينة روما
في عام 1993، أصبح جينتيلوني المتحدث الرسمي باسم روتيلي أثناء حملته الانتخابية ليصبح عمدة روما، وبعد الانتخابات التي شهدت انتصار روتيلي الساحق ضد جيانفرانكو فيني، زعيم الحركة الاشتراكية الإيطالية الفاشية الجديدة، عُيّن جنتيلوني في مجلس مدينة روما بمنصب اليوبيل العظيم ومستشارًا للسياحة. أُعيد انتخاب روتيلي في عام 1997، حيث حصل على 985,000 صوت، وهي أعلى نسبة في تاريخ المدينة.
شغل جنتيلوني منصبه حتى يناير 2001، عندما استقال روتيلي ليصبح مرشح يسار الوسط لمنصب رئاسة الوزراء في الانتخابات العامة لعام 2001. هزم رئيس الوزراء السابق سيلفيو برلسكوني روتيلي هزيمة ساحقة بنسبة 49.6% من الأصوات ضد 35.1%.

### عضو في البرلمان ووزير
في الانتخابات العامة لعام 2001، انتُخب جينتيلوني عضوًا في البرلمان وبدأ حياته السياسية الوطنية. في عام 2002، أصبح عضوًا مؤسسًا لحزب ديزي المسيحي اليساري، وكان الناطق الرسمي باسم الحزب لمدة خمس سنوات. منذ عام 2005 وحتى عام 2006، شغل منصب رئيس لجنة مراقبة خدمات البث التي تشرف على أعمال هيئة الإذاعة الحكومية الممولة من القطاع العام. أُعيد انتخابه في انتخابات عام 2006 عضوًا في منظمة شجرة الزيتون، وهو ائتلاف سياسي بقيادة الاقتصادي البولونيزي رومانو برودي. بعد انتصار حزب يسار الوسط، شغل جنتيلوني منصب وزير الاتصالات في حكومة برودي الثانية من 2006 حتى 2008.
خطط الوزير جنتيلوني لتنفيذ إصلاحات في نظام التلفزيون الإيطالي، بعد إخفاق قانون غاسباري، وهو الإصلاح السابق الذي اقترحه صانع القانون الذي ينتمي إلى يمين الوسط، موريزيو غاسباري. يوفر الإصلاح، ضمن جملة من الأمور الأخرى، حدًا من الإعلانات. مع ذلك، في عام 2007، عانت الحكومة من أزمة وفقدت أغلب مؤيديها، وبالتالي لم تجر الموافقة على الإصلاح.
في عام 2007، كان جنتيلوني أحد أعضاء اللجنة التأسيسية الوطنية للحزب الديمقراطي البالغ عددهم 45 عضوًا، وهي لجنة شكلها اتحاد الاشتراكيين الديمقراطيين اليساري واليسار المسيحي. أُعيد انتخاب جينتيلوني في الانتخابات العامة لعام 2008، والتي شهدت فوز الائتلاف المحافظ بقيادة سيلفيو برلسكوني. كان جنتيلوني عضوًا للهيئة التشريعية في اللجنة المعنية بالنقل والاتصالات السلكية واللاسلكية.
في 6 أبريل 2013، خاض جنتيلوني الانتخابات الأولية لاختيار مرشح يسار الوسط لمنصب عمدة روما، وحصل على المركز الثالث بنسبة 14% من الأصوات، بينما فاز إغنازيو مارينو بنسبة 51% بمنصب العمدة، وحل الصحفي ديفيد ساسولي بالمرتبة الثانية بنسبة 28% من الأصوات. بعد هزيمة جنتيلوني في الانتخابات الأولية، ظنّ العديد من المعلقين السياسيين أن مسيرته كعضو بارز في يسار الوسط انتهت.
مع ذلك، انتُخب جينتيلوني مجددًا عضوًا في مجلس النواب في الانتخابات العامة لعام 2013، حيث كان مرشحًا عن ائتلاف يسار الوسط، الصالح العام الإيطالي، بقيادة بيير لويجي بيرساني. في عام 2013، بعد استقالة بيرساني من منصب الأمين، أيّد جينتيلوني عمدة فلورنسا، ماتيو رينزي، في انتخابات قيادة الحزب الديمقراطي.

## روابط خارجية
- باولو جينتيلوني على موقع مونزينجر (الألمانية)